# Біле (Міссурі)
Біле (англ. Biehle) — переписна місцевість (CDP) в США, в окрузі Перрі штату Міссурі. Населення — 47 осіб (2020).

## Географія
Біле розташований за координатами 37°36′24″ пн. ш. 89°50′16″ зх. д. / 37.60667° пн. ш. 89.83778° зх. д. (37.606549, -89.837694).  За даними Бюро перепису населення США в 2010 році переписна місцевість мала площу 0,57 км², уся площа — суходіл.

## Демографія
Згідно з переписом 2010 року, у переписній місцевості мешкало 48 осіб у 19 домогосподарствах у складі 12 родин. Густота населення становила 84 особи/км².  Було 23 помешкання (40/км²).
Расовий склад населення:
| - 100,0 % — білих |

До двох чи більше рас належало 0,0 %. Частка іспаномовних становила 0,0 % від усіх жителів.
За віковим діапазоном населення розподілялося таким чином: 27,1 % — особи молодші 18 років, 64,6 % — особи у віці 18—64 років, 8,3 % — особи у віці 65 років та старші. Медіана віку мешканця становила 32,5 року. На 100 осіб жіночої статі у переписній місцевості припадало 92,0 чоловіків;  на 100 жінок у віці від 18 років та старших — 84,2 чоловіків також старших 18 років.
Цивільне працевлаштоване населення становило 0 осіб. 